# Aregnadem
Aregnadem là một đô thị thuộc tỉnh Shirak, Armenia. Dân số ước tính năm 2011 là 425 người.